# Buchpreis der Stiftung Ravensburger Verlag
Der Buchpreis Familienroman der Stiftung Ravensburger Verlag ist ein deutscher Literaturpreis, der seit 2011 von der Stiftung Ravensburger Verlag verliehen wird. Ausgezeichnet werden sollen deutschsprachige Werke erzählender Prosa, die „mit literarischen Stilmitteln ein zeitgenössisches Bild der Familie“ zeichnen. Der Preis ist mit 15.000 Euro dotiert (Stand 2023). 
Preisträgerinnen und Preisträger
- 2024 Dana Vowinckel für Gewässer im Ziplock[2]
- 2023 Caroline Wahl für 22 Bahnen[3]
- 2022 Christiane Hoffmann für Alles, was wir nicht erinnern[4]
- 2021 Dmitrij Kapitelman für Eine Formalie in Kiew[5]
- 2020 Anna Katharina Hahn für Aus und davon[6]
- 2019 Saskia Luka für Tag für Tag[7]
- 2018 Hannes Köhler für Ein mögliches Leben[8]
- 2017 Annette Mingels für Was alles war[9]
- 2016 Benedict Wells für Vom Ende der Einsamkeit[10]
- 2015 Vea Kaiser für Makarionissi oder Die Insel der Seligen[11]
- 2014 Lena Gorelik für Die Listensammlerin[12]
- 2013 Doris Knecht für Besser[13]
- 2012 Sten Nadolny für Weitlings Sommerfrische[14]
- 2011 Maja Haderlap für Engel des Vergessens[15]